# Bicaudaviridae

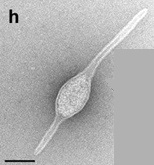
Acidianus two-tailed virus (Bicaudavirus)

Bicaudaviridae es una familia de virus de ADN bicatenario que infectan arqueas hipertermófilas. Incluye dos géneros y varias especies no asignadas. Esta familia fue descrita por primera vez por un equipo dirigido por D. Prangishvili en 2005. El nombre se deriva de las palabras latinas 'bi' y 'cauda' que significa 'dos colas'.

## Géneros
Contiene los siguientes géneros:
- Bicaudavirus
- Monocaudavirus

## Descripción
Los viriones de esta familia disponen de una cápside rodeada de una envoltura vírica y tienen geometrías en forma de limón. Los genomas son circulares de ADN bicatenario, de alrededor de 62 kb de longitud. El genoma tiene 72 marcos de lectura abiertos. La segmentación del ADN es monopartita.
La replicación viral se produce en el citoplasma. La entrada en la célula huésped se logra mediante la unión de las proteínas virales a los receptores del huésped, lo que mide la endocitosis. Las vías de transmisión son por difusión pasiva.
Además se ha demostrado que ciertos miembros de la familia, a saber, STSV2 y SMV1, inducen un gigantismo celular a las arqueas al bloquear la expresión de los genes de división celular y detener el ciclo celular en la fase S. El diámetro de las arqueas infectadas aumenta hasta 20 veces, lo que resulta en un aumento de volumen de 8000 veces en comparación con las arqueas no infectadas.

## Evolución
En cuanto a la relación con otros virus, Bicaudaviridae muestra una relación muy estrecha con otros virus que infectan arqueas como Fuselloviridae, Thaspiviridae, Itzamnaviridae y Halspiviridae con quienes comparte la misma morfología del virión, el ensamblaje, una proteína de cápside homóloga la SSV1 de cuatro hélices y ATPasas de la superfamilia AAA, estos últimos se les conoce como "virus en forma de huso o fusiformes". La proteína homóloga de estos virus también se encuentra en la familia de virus arqueanos filamentosos Clavaviridae, por lo que se ha sugerido que los virus fusiformes evolucionaron de virus filamentosos emparentados con Clavaviridae para almacenar un genoma más grande por lo que conformarían un dominio o linaje viral, la misma ruta se ha propuesto para los otros virus inusuales de arqueas.